# 莱索尔
莱索尔（法語：Les Orres，法語發音：[le.z‿ɔʁ]）是法国上阿尔卑斯省的一个市镇，位于该省东南部，和上普罗旺斯阿尔卑斯省接壤，属于加普区。

## 地理
莱索尔（44°30'50"N, 6°33'3"E）面积74.79 平方千米，位于法国普罗旺斯-阿尔卑斯-蓝色海岸大区上阿尔卑斯省，该省份为法国东南部内陆省份，北起萨瓦省，西北接伊泽尔省，西南接德龙省，南至上普罗旺斯阿尔卑斯省，东北部与意大利接壤。
与莱索尔接壤的市镇（或旧市镇、城区）包括：拉孔达米讷-沙特拉尔、梅奥朗-勒韦勒、圣庞斯、莱蒂勒、巴拉捷、克雷武、克罗、圣索沃尔。

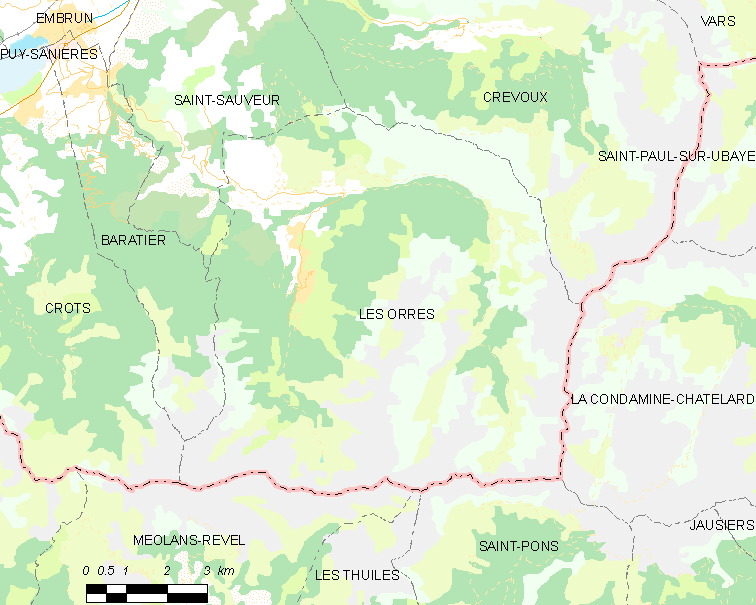
莱索尔的OSM定位图

莱索尔的时区为UTC+01:00、UTC+02:00（夏令时）。

## 行政
莱索尔的邮政编码为05200，INSEE市镇编码为05098。

## 政治
莱索尔所属的省级选区为昂布兰县。

## 人口

1962-2008年间莱索尔人口变化图示

莱索尔于2022年1月1日时的人口数量为510人。